# Cheilosia parafasciata
Cheilosia parafasciata är en tvåvingeart som beskrevs av Barkalov 1990. Cheilosia parafasciata ingår i släktet örtblomflugor, och familjen blomflugor. Inga underarter finns listade i Catalogue of Life.